# Championnats d'Afrique de gymnastique rythmique 2016
Navigation
2014 2018
Les championnats d'Afrique de gymnastique rythmique 2016 se déroulent du 28 août au 3 septembre 2016 à Walvis Bay, en Namibie.
Les championnats comprennent des épreuves seniors et juniors. 
Cette édition est organisée conjointement avec les Championnats d'Afrique de trampoline et de tumbling.

## Médaillées
| Épreuve                       | Or                                                                       | Argent | Bronze                                                                                                   |
| ----------------------------- | ------------------------------------------------------------------------ | --- | --- |
| Finales par équipes seniors   |                                                                          | | |
| Équipes                       | Égypte Haya Zayed Laila Selim Nour Khalil Nourhal Khattab                | Afrique du Sud Chris-Marie Van Wyk Grace Legote Palesa Mohlamme Shannon Gardiner                                 | Namibie Maria Gawises Rolize-Marie Kirsten Timiica Van Wyk Trusty Kavezuva                               |
| Finales individuelles seniors |                                                                          | | |
| Concours général              | Grace Legote                                                             | Haya Zayed | Laila Selim                                                                                              |
| Cerceau                       | Grace Legote                                                             | Haya Zayed | Palesa Mohlamme                                                                                          |
| Ballon                        | Grace Legote                                                             | Palesa Mohlamme                                                                                                  | Nour Khalil                                                                                              |
| Massues                       | Grace Legote                                                             | Haya Zayed | Laila Selim                                                                                              |
| Ruban                         | Grace Legote                                                             | Haya Zayed | Laila Selim                                                                                              |
| Finales par équipes juniors   |                                                                          | | |
| Équipes                       | Égypte Habiba Marzouk Mariam Selim Maria Atef Shada Ahmed                | Afrique du Sud Chandre Wild Erin Wakefield Karlin Van Tonder Lilica Burger                                       | Namibie Allison Duvenhage Clara Reyero Sina Gawises                                                      |
| Finales individuelles junior  |                                                                          | | |
| Concours général              | Mariam Selim                                                             | Habiba Marzouk                                                                                                   | Lilica Burger                                                                                            |
| Corde                         | Mariam Selim                                                             | Habiba Marzouk                                                                                                   | Lilica Burger                                                                                            |
| Cerceau                       | Mariam Selim                                                             | Habiba Marzouk                                                                                                   | Lilica Burger                                                                                            |
| Ballon                        | Mariam Selim                                                             | Habiba Marzouk                                                                                                   | Lilica Burger                                                                                            |
| Massues                       | Mariam Selim                                                             | Chandre Wild | Lilica Burger                                                                                            |
| Finales en groupe junior      |                                                                          | | |
| 5 ballons + 5 cerceaux        | Égypte Tia Sobhy Salma Saleh Nermin Elshalakamy Malak Selim Farida Khedr | Afrique du Sud Michelle-Alexandre Damon Joane Van der Merwe Elminda Van der Merwe Kirthi Juglal Nikhishah Ramesh | Zimbabwe Kiora Joseph Sangiwe Mpofu Tayedza Chikumbirike Georgie Sampson Tsitsi Nyamutswa Channel Hencil |
| 5 ballons                     | Égypte Tia Sobhy Salma Saleh Nermin Elshalakamy Malak Selim Farida Khedr | Afrique du Sud Michelle-Alexandre Damon Joane Van der Merwe Elminda Van der Merwe Kirthi Juglal Nikhishah Ramesh | Zimbabwe Kiora Joseph Sangiwe Mpofu Tayedza Chikumbirike Georgie Sampson Tsitsi Nyamutswa Channel Hencil |
| 5 cerceaux                    | Égypte Tia Sobhy Salma Saleh Nermin Elshalakamy Malak Selim Farida Khedr | Afrique du Sud Michelle-Alexandre Damon Joane Van der Merwe Elminda Van der Merwe Kirthi Juglal Nikhishah Ramesh | Zimbabwe Kiora Joseph Sangiwe Mpofu Tayedza Chikumbirike Georgie Sampson Tsitsi Nyamutswa Channel Hencil |